# Compagnia francese delle Indie occidentali
La Compagnia francese delle Indie Occidentali (Compagnie des Indes occidentales) fu un'impresa commerciale francese, fondata nel 1635 per competere con le concorrenti imprese inglesi e olandesi.

## Storia
La compagnia agiva sul Canada, sulla Acadia, sulle Antille francesi, sulla Caienna, sul Senegal, sulla Guinea e sulle regioni del Sud America sotto il dominio francese. Esattamente come le omonime realtà delle altre potenze europee alla Compagnia fu garantito il privilegio reale esclusivo (monopolio) per il commercio con queste regioni per quaranta anni.
L'investimento iniziale fu considerevole, infatti dopo soli sei mesi di operatività la Compagnia disponeva già di 45 vascelli ed era riuscita a stabilire rotte commerciali con tutti i territori su cui aveva il monopolio. Nonostante questo la Compagnia fu una realtà effimera, infatti dallo scoppio della guerra d'Olanda nel 1672 emerse la sua condizione di grave inferiorità nei confronti della Compagnia olandese delle Indie occidentali e le sue navi, non riuscendo a reggere il confronto con quelle olandesi, persero il privilegio di esclusività nel 1674.